# Documento electrónico

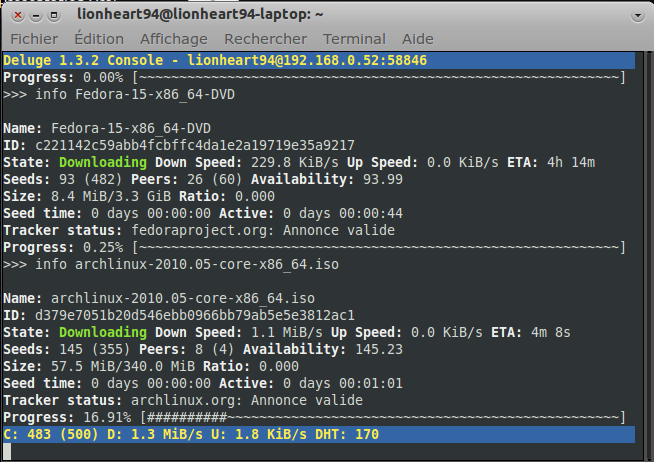
Imagen de un documento electrónico.

Un documento electrónico, también conocido como documento digital, es un documento cuyo soporte material es un dispositivo electrónico o magnético, y en el que el contenido está codificado mediante algún tipo de código digital, que solamente puede ser leído, visto, escuchado, interpretado, o reproducido mediante programas o aplicaciones especializadas adquiridas por las redes informáticas y que ayudan a abrir el documento en mención para que pueda ser apreciado.

## Historia
Originalmente, cualquier archivo o registro electrónico fue considerado como algo interno, ya que cuando existía un destinatario final, el soporte para este destinatario era invariablemente papel. Sin embargo, el desarrollo de las redes informáticas y el correo electrónico alteraron esa situación, surgiendo dispositivos destinatarios que leían el documento en un soporte diferente del papel.

## Compatibilidad
De hecho prescindir del papel abarató los costes de transmisión de información y en muchos casos aumentó la velocidad de comunicación. Sin embargo, el prescindir del papel creó el problema de la existencia de múltiples formatos incompatibles. Incluso los documentos más sencillos (en documentos en "plain text"), no están libres de este problema: la mayoría de programas basados en el sistema MS-DOS no trabajan correctamente con documentos de texto basados en UNIX. Muchos más problemas aparecen en relación con documentos electrónicos editados mediante procesadores de texto, hojas de cálculo y procesadores gráficos CAD/DAO. Para resolver este problemas, muchas compañías de software distribuyen visualizadores gratuitos, que pueden leer los documentos electrónicos generados por sus programas de edición, que generalmente no son gratuitos (un ejemplo es Adobe's Acrobat Reader). La otra solución ampliamente usada es desarrollar formas de código estandarizadas y abiertas (por ejemplo es el código HTML).

## Valor probatorio de los documentos electrónicos
Es frecuente que la misión del documento como soporte de información implique que no requiera de más valor probatorio que el que se presuma o se alegue en las menciones del documento. Por ejemplo, la fecha de publicación o el nombre del autor suelen figurar en los documentos y se suelen dar por válidos salvo prueba en contra.
Sin embargo, en ocasiones, es preciso demostrar la autenticidad del documento electrónico o bien, algunas propiedades conexas, como la fecha de creación o publicación, el autor, el expedidor, o el titular del documento (a los efectos de atribuirle un derecho), o bien otra información registrada en sus metadatos. 
Con ese objeto, la autenticidad de los documentos electrónicos se refuerza sobre la base de dos mecanismos complementarios:
- La firma electrónica
- La referencia a una base de datos documental securizada que se atribuye como de referencia para un documento dado. En la moderna normativa de administración electrónica la sede electrónica permite gestionar la referencia, y el código seguro de verificación la individualización del documento en la sede electrónica.

## Aspectos técnicos
Un documento puede contener diversos tipos de información, como datos digitales, textos, gráficos, imágenes y sonido. Si un documento contiene múltiples tipos de información, se denomina «documento compuesto» (en inglés: compound document) o «documento vinculado».
Para los documentos electrónicos existen medios de almacenamiento electrónicos, magnéticos y ópticos; su recuperación requiere un nombre de archivo. Asimismo, los documentos en papel pueden convertirse en documentos electrónicos mediante un escáner.
Un sistema de gestión documental (SGD) tiene como función «archivar documentos electrónicos, recuperar los documentos almacenados conforme a criterios de búsqueda y poner los documentos gestionados de forma centralizada a disposición de los usuarios en un entorno distribuido y heterogéneo».